# Los Moreco
Cartel de los Moreco o simplemente Moreco (Movimiento Revolucionario de la Delincuencia Organizada) fue un grupo criminal dedicado al tráfico de drogas.
Originario de Costa Rica fue considerado por muchos años como el cartel más peligroso e importante de Nicaragua, el salvador, Honduras, Panamá, parte de Guatemala y claramente Costa Rica. Tenía vínculos con organizaciones criminales en Colombia, México y Estados Unidos.

## Historia
El grupo fue creado en el año 2015 y tenía características parecidas a las de los cárteles mexicanos de la droga. Su organización se basaba en la del cártel de Los Zetas, en el grupo se identificaba a los integrantes con la M de Moreco seguida de un número según la importancia dentro de la organización, siendo "M-1" el nivel más alto, de esa forma copiaron un patrón que utilizaban Los Zetas. 
La organización delictiva estaba estructurada de una manera determinada siguiendo una especie de ideología, además tenían su propio logo y el siguiente lema: "honor, orgullo y lealtad".
Los Moreco mantenían relación con grupos afines en Colombia, Guatemala, México y Estados Unidos, Moreco se encargaba de traer cocaína desde Colombia hacia Costa Rica y luego la trasladaban hacia Guatemala, México y Estados Unidos. Este grupo criminal participaba de manera directa en la comercialización de la droga y era aliado del Cártel de Sinaloa.
La investigación contra Los Moreco por parte de la policía costarricense inició en noviembre del 2016, cuando se descubrió que estaban exportando droga en cargamentos de chatarra. Entre 2018 y 2019, Moreco estuvo implicado en el traslado de toneladas de cocaína hacia otros países.
La cocaína que mantenían en su poder Los Moreco tenía un valor cercano a los $7.000, mientras que, en lugares de Estados Unidos como Miami y Los Ángeles, podía costar hasta    $35.000.
En mayo del 2018, en Jacó, se incautaron 302 kilos de cocaína que iban ocultos en un doble compartimento en el piso de una microbús, en esa ocasión se detuvo a dos hombres.
El segundo decomiso se efectuó en Osa, también en mayo de ese año y se incautaron cerca de 157 kilos de la misma droga además de dos armas de grueso calibre, logrando detener otros dos hombres.
En agosto del 2018, en Quebrada Ganado, realizaron el tercer decomiso, 1.101 kilos de cocaína iban en dos vehículos con compartimentos ocultos y dos armas de fuego de grueso calibre. En esa ocasión fueron arrestados tres hombres y dos mujeres.
En octubre del 2018 se ubicó una lancha con 690 kilos de cocaína en Quebrada Honda en Nicoya.
La banda de los Moreco fue desarticulada en el 2019 después de varios allanamientos que se llevaron a cabo en distintas zonas del país, la mayor parte del trabajo se realizó en el Cantón de Grecia, aunque también se trabajó en Atenas, Osa, Pérez Zeledón, Cañas, Colorado, Bagaces, Liberia y Guápiles, como se trataba de un grupo criminal con ramificaciones en otros países, se contó con la colaboración del Buró Federal de Investigaciones de Estados Unidos (FBI) y la Administración para el Control de Drogas (DEA).
En abril de 2019 fueron arrestados seis miembros más del grupo pero no se pudo encontrar en ese momento al principal objetivo de las autoridades; el líder José Efraín López conocido como "M-1" o Dante.
La policía encontró y decomisó una gran cantidad de armas de grueso calibre, siete carros y dinero en efectivo que estaban en poder de Los Moreco. En agosto del 2019, la policía arresta al líder de Los Moreco en Escazú.

### José Efraín López
José Efraín López Mendoza (24 de noviembre de 1969) es uno de los fundadores de Los Moreco, tenía un alto perfil delictivo internacional por lo que su captura era del interés de las autoridades norteamericanas, se le conocía como "M-1" por ser el líder de la organización, aunque también se le conocía como Dante.
López Mendoza era uno de los criminales más buscados por las agencias antidrogas de Estados Unidos. De acuerdo con la Administración para el Control de Drogas (DEA) y la Oficina Federal de Investigaciones (FBI), el "M-1" de Los Moreco, tenía vínculos con el Cártel de Sinaloa y con el narcotraficante Ismael Zambada García, conocido como  "El Mayo".
López estaba acusado de haber llevado como mínimo dos toneladas de cocaína a los Estados Unidos.
La primera vez que se tuvieron referencias sobre López Mendoza, fue en la década de los años 90, cuando empezó a ser asociado con un grupo de ladrones que robaban en locales comerciales utilizando acetileno.
En el 2011, López fue capturado en Costa Rica porque al parecer estaba ayudándole a unos narcotraficantes colombianos a mover droga por el país centroamericano. 
López Mendoza habría viajado a México en el año 2015 con la intención de establecer vínculos con sicarios y aprender métodos para realizar ejecuciones, después se crea el grupo de Los Moreco en Costa Rica y López se convierte en el líder.
En el año 2019, unos cuatro meses después de que el grupo de Los Moreco fuera desarticulado por la policía, López fue arrestado en Costa Rica por la policía municipal de Escazú y el Organismo de Investigación Judicial (OIJ) cuando transitaba en un vehículo Toyota Hilux cerca de Multiplaza Escazú, viajaba acompañado por una mujer y un hombre que conducía el automóvil, la policía les habría ordenado detenerse, pero el chófer intentó darse a la fuga, por lo que se inició una persecución y los detuvieron.
Al momento de su detención López portaba unos $5000 en efectivo y cuatro celulares que al parecer utilizaba para comunicarse con socios dentro y fuera del país.
López Mendoza estuvo en prisión preventiva hasta que en el año 2021 fue condenado formalmente a 26 años y 8 meses de prisión por crímenes relacionados con tráfico ilegal de drogas, portar y almacenar armas sin permiso y uso de documento falso.